# Русские размеры бумаги
Русские размеры бумаги — форматы бумаги, применявшиеся в России с XIV по XIX век. Впервые бумага появилась в России примерно в XIV веке. Делалась она из льняных и пеньковых тряпок и первоначально ввозилась в основном из Европы или из Азии. Главным основным форматом была десть, размер которой колебался примерно от 10 вершков (≈44 см) длины и 8 вершков (≈35 см) ширины.
От дести образовывались другие форматы:
- Полдесть — разрезанная поперёк пополам десть размером ≈22×35 см. На таком формате написаны некоторые писцовые книги начала XVII века (например, Устюжская 1626 года).
- Четверть или четь — разрезанная пополам полдесть размером ≈22×17,5 см
- Склейка 1/2 — разрезанная вдоль пополам десть или склеенные две чети размером ≈44×17,5 см
- Склейка 1/3 — разрезанная поперёк на три части десть размером ≈14,5×35 см

Из-за того что края целых листов часто были неровны, писцы их обрезали для выравнивания, поэтому указанные размеры уменьшались.
Самым ранним из обнаруженных древнерусских документов на бумаге является договорная грамота Симеона Гордого с его братьями 1340 года (хранится в Москве).